# Халеда Зіа
Халеда Зіа (бенг. খালেদা জিয়া; нар. 15 серпня 1945) — прем'єр-міністерка Бангладеш у 1991–1996 та 2001–2006 роках. Лідерка Націоналістичної партії Бангладеш (НПБ). Перша в історії Бангладеш жінка прем'єр-міністр. Нерідко до її імені додають поважливий префікс «Бегум» — «пані».

## Біографія
Халеда Зіа народилась в родині бізнесмена в окрузі Дінаджпур, який на той час був частиною Британської Індії. 1960 року вона закінчила школу та одружилася з капітаном пакистанської армії Зіауром Рахманом. 1971 року Східний Пакистан в результаті визвольної війни проголосив незалежність і почав називатись Бангладеш. Рахман був одним героїв війни за незалежність, дослужився до звання генерала, а у 1975 році організував військовий переворот, в результаті якого став фактичним лідером країни. 1977 року його було обрано президентом, Халеда Зіа стала першою леді Бангладеш, але в політиці на той час участі не брала. Для посилення влади Рахман заснував Націоналістичну партію Бангладеш (НПБ). 1981 року його було вбито групою офіцерів, які спробували здійснити переворот.
Після вбивства чоловіка Зіа почала виявляти політичну активність, 1984 року вона очолила НПБ. Поряд із Шейх Хасіною Вазед та її партією «Авамі Ліг» перебувала в опозиції до генерала Ершада, який узурпував владу та якого багато хто вважав справжнім організатором убивства Рахмана. Їй вдалось домогтись міжнародних санкцій проти уряду та, врешті, відставки Ершада у грудні 1990 року. На парламентських виборах 1991 року НПБ здобула переконливу перемогу, а Зіа стала першою в історії Бангладеш жінкою-прем'єр-міністром. Того ж року було прийнято поправки до конституції, за якими Бангладеш знову став парламентською республікою (так було закладено і в першій конституції країни, проте 1975 року за ініціативою Муджибура Рахмана Бангладеш перейшов до президентської форми правління).
Зіа прийшла до влади, коли у Бангладеш процвітали корупція та злочинність. Перенаселений Бангладеш був однією з найбідніших країн світу. На виборах Зіа заявляла, що буде домагатись змін та загальної рівності, очистить уряд від корупції та зробить його діяльність прозорою для народу. Правління НПБ було відзначено поліпшенням зв'язків із Пакистаном та погіршенням відносин з Індією, зокрема, у питанні щодо розділу вод Ганга. В заслугу урядові Халеди Зіа ставлять збільшення видатків на освіту, запровадження обов'язкової початкової освіти й безкоштовних 10-класних шкіл для дівчат. Уряд вжив низки дій з лібералізації економіки, провів приватизацію та стимулював залучення іноземного капіталу. Прем'єрці також значною мірою вдалося повернути Бангладеш імідж демократичної держави, який сильно постраждав за роки авторитарного правління Ершада.
Однак, до 1994 року Бангладеш залишався у глибокій кризі, внаслідок чого популярність Халеди Зіа почала падати, 1995 року країною прокотилась серія заворушень, в яких загинуло кілька сотень осіб. 1996 року опозиція на чолі з Хасіною Вазед бойкотувала вибори, і Зіа була змушена сформувати тимчасовий (перехідний) уряд й оголосити нові вибори, на яких вона зазнала поразки. 1999 року НПБ ініціювала наймасштабніший в історії країни політичний страйк, зажадавши відставки уряду, який було сформовано «Авамі Ліг» (тим не менше, Хасіна Вазед рішуче відмовилась піти у відставку до завершення свого п'ятирічного терміну).
Проблеми Бангладеш в економічній та соціальній галузях ставали хронічними. 2001 року Зіа (в коаліції з ісламістською партією «Джамаат-аль-Ісламі») знову перемогла на виборах, попри звинувачення у фальсифікаціях з боку Хасіни Вазед, які супроводжувались заворушеннями. 2003 року вона домоглась ухвалення закону, за яким для жінок бронювалось 30 місць у 330-місному парламенті.